# 有馬頼貴
有馬 頼貴（ありま よりたか）は、筑後久留米藩の第8代藩主。久留米藩有馬家9代。
藩校・明善堂を創設するなど、久留米藩の文運興隆に尽力したが、その一方で趣味の犬や相撲に傾倒、小野川才助らを抱えた。華美な大名火消は江戸で知られ、巷説「有馬の猫騒動」の題材にもされた。

## 生涯
延享3年（1746年）4月2日、第7代藩主・有馬頼徸の長男として生まれる。宝暦8年（1758年）11月15日に将軍徳川家重に初謁、12月18日に従四位下・上総介に叙位・任官される。天明元年（1781年）に侍従に遷任。
天明3年（1783年）に父が死去したため、天明4年（1784年）1月23日に家督を継いだ。天明4年（1784年）閏正月に中務大輔にすすむ。
当時の久留米藩は財政難に悩まされていた。ところが頼貴は相撲を好んで多くの力士を招いては相撲を行ない、さらに犬をも好んで日本全国はもちろん、オランダからも犬の輸入を積極的に行い財政難に拍車をかけた。このため、家臣の上米を増徴し、さらに減俸したり家臣の数を減らしたりして対処している。しかし幕府からの手伝い普請や公役などによる支出もあって、財政難は解消されることはなかった。
寛政8年（1796年）に藩校・明善堂を創設し、藩士教育に尽力している。文化元年（1804年）に左少将に遷任された。文化9年（1812年）2月3日に死去した。享年67。
嫡子だった三男・頼端は早世していたため、その長男の頼徳が跡を継いだ。

## 家族・親族
正室は長州藩主毛利重就の娘・勢代（勢与）。勢代は明和5年（1768年）に輿入れしたが、子をなさないまま安永4年（1775年）に没した。
頼貴には10人の側室との間に男女25人の子があった。最初の男子は安永4年（1775年）生まれの安次郎であるが安永6年に没しており、『寛政重修諸家譜』にも記載されていない。
頼貴は『寛政重修諸家譜』編纂当時の当主である。『寛政重修諸家譜』には以下の子女が記載されている。
- 女子（松平斉宣婚約者） - 嫁入前に早世
- 養女（石野範至の娘。有馬氏恕婚約者） - 嫁入前に氏恕が没する。
- 女子（土井利制婚約者離縁後稲葉雍通夫人）
- 有馬頼董
- 有馬頼善
- 有馬頼端
- 有馬頼体
- 女子（丹羽長祥夫人）
- 女子（有馬氏保夫人）
- 有馬頼久
- 某（本之助）

長男有馬頼董が早世したため、二男有馬頼善が嫡子となるも廃嫡、代わって三男有馬頼端が嫡子となったが、父に先立っている。
『平成新修旧華族家系大成』には、子として以下のみが記載されている。
- 有馬頼端
- 澄（稲葉雍通夫人）
- 蔦（有馬氏保夫人）
- 品（丹羽長祥夫人）
- 堅（有馬照長夫人）
- 庭（戸田忠延夫人）
- 木下俊芳（木下俊隆養子）
- 錘（土岐頼潤正室）
- 国（木下俊良正室）